# Wolfgang Götz (Wirtschaftswissenschaftler)
Wolfgang Götz (* 17. November 1951 in Freiburg im Breisgau) ist ein deutscher Wirtschaftswissenschaftler.
Er studierte Volkswirtschaft an der Albert-Ludwigs-Universität Freiburg und lehrte Makroökonomie, Management und Buchhaltung.
Als Nachfolger von Georges Estievenart war er für zwei Amtszeiten von 2005 bis 2015 Direktor der Europäischen Beobachtungsstelle für Drogen und Drogensucht (EBDD).
Götz war bereits seit 1996 bei der EBDD beschäftigt. Zuvor war er in der Verwaltung des Landes Baden-Württemberg und bei EUROSTAT in Luxemburg tätig.
2015 erhielt er das Große Goldene Ehrenzeichen für Verdienste um die Republik Österreich.